# 海德广场

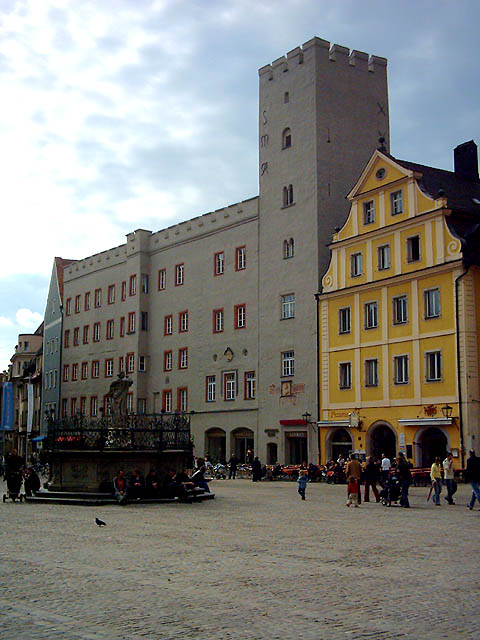
海德广场上的黄金十字客栈

海德广场（Haidplatz）是德国巴伐利亚州雷根斯堡老城的中心广场。该广场兴建在昔日罗马居民点西部一个拉长的地段上，后来在岔路口的基础上形成这个三角形区域。在中世纪，在此举行角逐比赛。多林格骑士曾在此与异教徒Krako进行预言比赛。这个广场现在用于诸如巴伐利亚爵士周末等众多的文化活动。
在广场上有一座1250年建成的哥特式建筑物黄金十字客栈（Zum Goldenen Kreuz），原是属于Weltenburger家族的贵族城堡，后来在15世纪归属泽勒家族。设有私人小教堂的雉堞状塔楼建于16世纪，是曾经招待过许多王侯的客栈。其中最有名的客人是神圣罗马帝国皇帝查理五世，他在1532、1541和1546年曾下榻于此。在最后一次逗留期间，皇帝与芭芭拉·布隆贝格相遇。46岁的皇帝与18岁的女孩生下了私生子奥地利的堂·胡安，日后他率领西班牙军队在勒班陀战役中击败了土耳其。芭芭拉·布隆贝格的出生地就在离广场很近的Tändlergasse街。在Zieroldsplatz有堂·胡安雕塑。后来曾在这里逗留的人士，有巴伐利亚国王路德维希一世、德国皇帝威廉一世和奥地利皇帝弗朗茨·約瑟夫一世。直到今天，这座建筑仍作为酒店和咖啡厅使用。

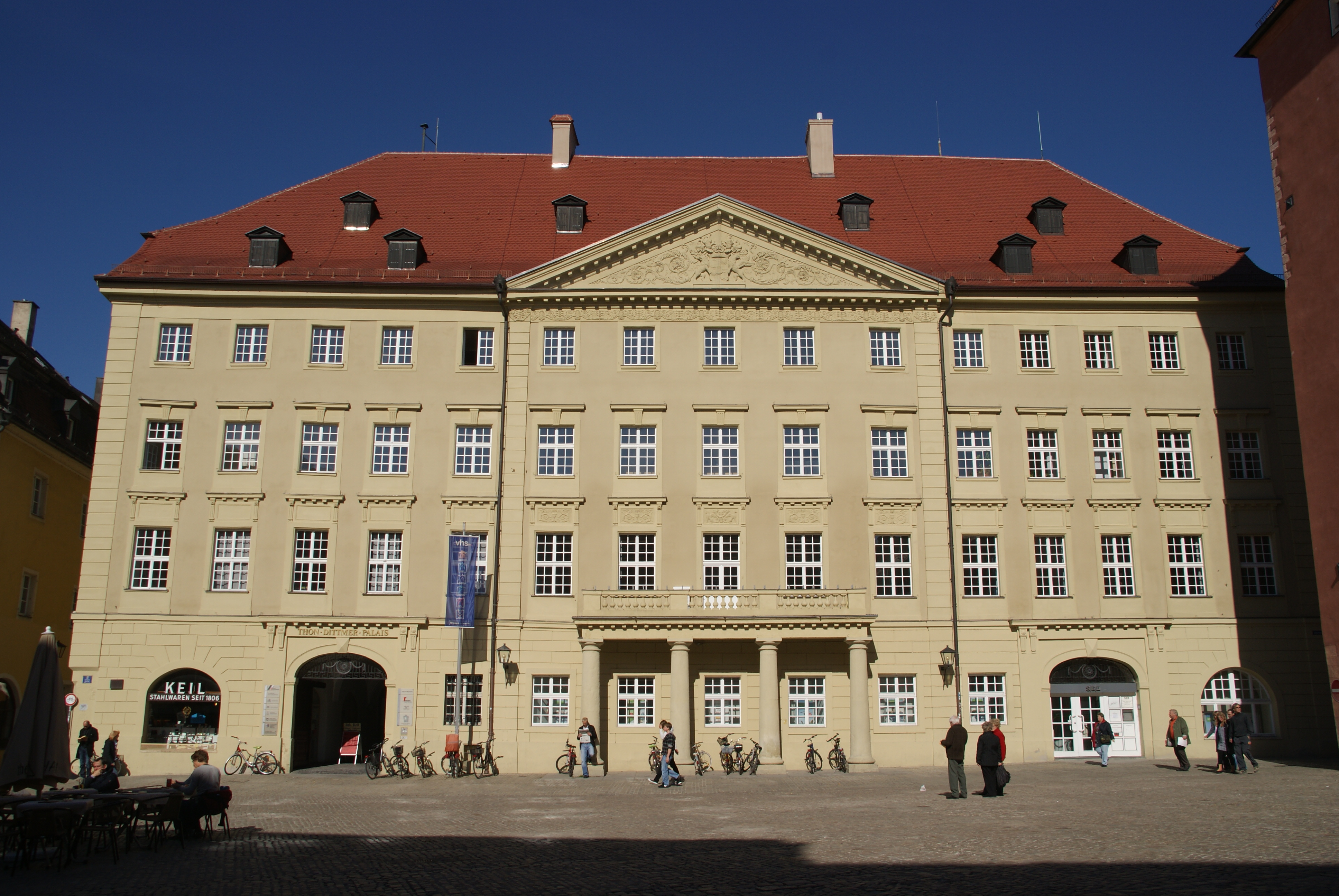
托恩-迪特尔宫

广场上的建筑，除了黄金十字客栈以外，还有古典主义的托恩-迪特尔宫（Thon-Dittmer-Palais），原属托恩-迪特尔商人家族所有。

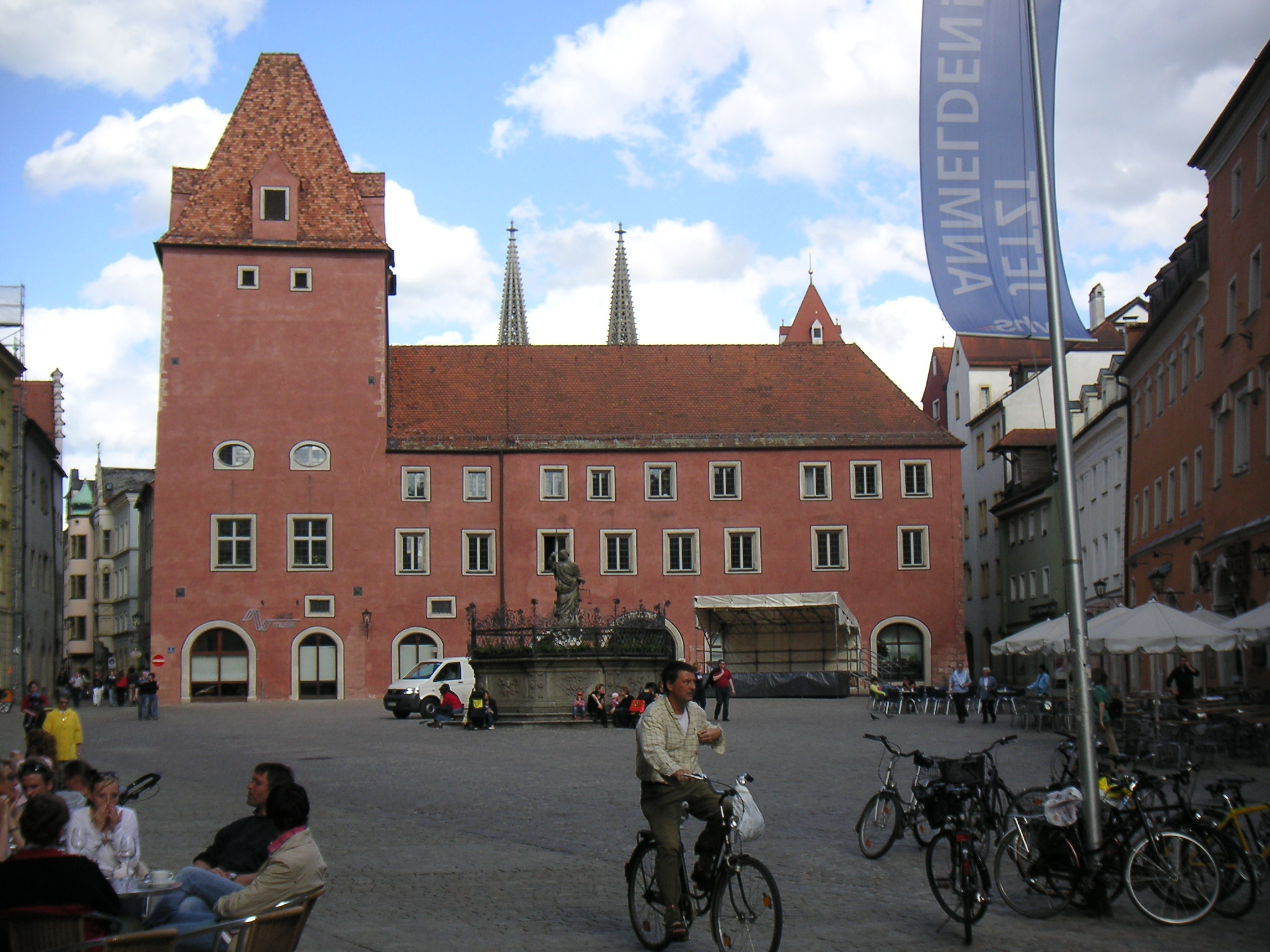
新过磅房

广场上另一座重要建筑是新秤量房（Neue Waag）。1441年，该市购买了阿尔特曼家族的这座建筑，开设秤量房和酒馆。今天，它是行政法院所在地。
在广场中央是巴洛克式的正义女神喷泉。

## 链接
49°1′10.93584″N 12°5′35.13622″E / 49.0197044000°N 12.0930933944°E